# ラスタライズ
ラスタライズ（米: rasterize, rasterization / 英: rasterise, rasterisation）は、コンピュータグラフィックスにおいてラスター形式の画像（ビットマップ画像）以外のデータをラスター形式に変換して画像化すること。
ドローグラフィックスあるいはCADデータのようなベクター形式の画像（ベクター画像）や、TrueTypeのようなアウトラインフォントなどを変換して画像化することなどが例としてあげられる。ディスプレイ表示のためのラスタライズはオペレーティングシステムがグラフィックスドライバーを介して行なう（ドライバーがインストールされていない場合や、ハードウェアが対応していない場合は後述のソフトウェアラスタライザが使用されることもある）。印刷のためのラスタライズはプリンタードライバーが受け持っている。またラスタライズ機能を内蔵しているプリンターもある。
3次元コンピュータグラフィックスの場合、ポリゴンやその他形状データをフラグメントと呼ばれるピクセルデータに変換する作業をラスタライズと呼ぶ。物理シミュレーションで照明表現を行なうレイトレーシングからのレトロニムとして、ラスタライズという用語が使われることもある。

## ソフトウェアラスタライザ
オープンソース
- Mesa
  - swrast
  - Softpipe
  - LLVMpipe - Softpipeのフォーク。バックエンドにLLVMを使用。
  - OpenSWR - Intelが開発。

- SwiftShader - Google Chromeで使われている。
- Yeti3D

OS付属
- リファレンスラスタライザ - すべてのDirect3Dに含まれている。REFデバイスとも呼ばれる。
- Windows Advanced Rasterization Platform (WARP) - Microsoft Windows 7およびDirect3D 11にて導入された。Direct3D 10.1やDirect3D 12からも利用できる。
- Apple Software Renderer - AppleのCore OpenGLに含まれている。

その他
- Pixomatic SDK